# 曽和利光
曽和 利光（そわ としみつ、1971年8月6日 - ）は、日本の実業家、プロ人事、主に企業の人事部への採用コンサルティング行う人事コンサルタント、LSPファシリテータ、著作家、「Yahoo!ニュース」オーサー（各分野有識者）。「株式会社人材研究所」代表取締役社長。「情報経営イノベーション専門職大学」客員教授、「日本ビジネス心理学会・採用力検定協会」理事。愛知県豊田市出身、京都大学教育学部教育心理学科卒業。

## 経歴・特徴
愛知県豊田市生まれ。河内長野市立楠小学校、河内長野市立千代田中学校、灘高等学校を経て、京都大学教育学部教育心理学科に入学、心理学を学ぶ。在学中は関西の大手進学塾にて数学講師を務める。
1995年（平成7年）京都大学卒業後、リクルートで人事採用部門に配属。採用・育成・制度・組織開発・メンタルヘルスなど、様々な人事領域の業務を担当し、同社の採用責任者に。最終的にはゼネラルマネージャーとして活動。
その後、オープンハウス（現オープンハウスグループ）組織開発本部長、ライフネット生命保険総務部長など多種の業界で人事の責任者を務める。
2011年（平成23年）11月、人事コンサルティング会社(株)人材研究所を創業。日系大手企業から外資系企業、メガベンチャー、老舗企業、中小スタートアップ、官公庁など、多くの組織に向けて人事や採用についてのコンサルティングや研修、講演、執筆活動を行っている。
「組織」や「人事」と「心理学」をクロスさせた独特の手法が特徴とされる
。
2014年（平成26年）YouTubeチャンネル「人材研究所」を開設。
2020年（令和2年）4月1日、情報経営イノベーション専門職大学客員教授に就任。
著書に「人事と採用のセオリー」「人と組織のマネジメントバイアス」「できる人事とダメ人事の習慣」「コミュ障のための面接マニュアル」「悪人の作った会社はなぜ伸びるのか？」他
。
30年で採用2万人以上超える就活生を面接してきた「プロ人事」。ニュースサイトでは「曽和利光の 人事と採用のセオリー」など多数の連載を持つ。

## 人事論
- 面接は「具体的に、定量的に、固有名詞で」[7]
- 「好きなことを頑張った」は面接官に刺さらない[8]
- 志望動機に「愛」はいらない[9]
- 自己分析のコツは「幸せを感じるのはどんな時？」[10]
- 面接でこじつけはダメ、ぶっちゃけていい[11]

## 書籍
- 『「できる人事」と「ダメ人事」の習慣 : 希望してない人事部に配属された私がスペシャリストになれた理由』（明日香出版社、2014年6月16日）　ISBN 978-4756917034
- 『就活「後ろ倒し」の衝撃：「リクナビ」登場以来、最大の変化が始まった』（東洋経済新報社、2014年9月12日）　ISBN 978-4492223475
- 『「ネットワーク採用」とは何か : 採用難時代を乗り越えるこれからのスタンダード』（労務行政、2017年3月17日）　ISBN 978-4845272723
- 『悪人の作った会社はなぜ伸びるのか？ 人事のプロによる逆説のマネジメント』（星海社、2017年12月23日）　ISBN 978-4065110072
- 『人事と採用のセオリー 成長企業に共通する組織運営の原理と原則』（ソシム、2018年10月18日）　ISBN 978-4802611718
- 『会社を成長させる新卒採用 ＜戦略編＞＜面接編 ＞』（NextPublishing、2018年11月16日）　ISBN 978-4802076890
- 『コミュ障のための面接戦略』（星海社、2019年2月24日）　ISBN 978-4065151570
- 『採用面接100の法則 : 人材の適切な見極めと獲得を成功させる : 企業と人を結ぶコミュニケーションのあり方』（日本能率協会マネジメントセンター、2022年7月26日）　ISBN 978-4800590268

### 共著
- 『知名度ゼロでも「この会社で働きたい」と思われる社長の採用ルール48』（井上和幸氏と共著、東洋経済新報社、2013年7月26日）　ISBN 978-4492261071
- 『早期内定のトリセツ 就活探偵団が突撃取材』（日本経済新聞社、2016年10月1日）　ISBN 978-4532321055
- 『採用力検定®公式テキスト』（伊達洋駆氏[12]と共著、2020年2月15日）　ISBN 978-4820727606
- 『組織論と行動科学から見た 人と組織のマネジメントバイアス』（伊達洋駆氏[12]と共著、2020年3月28日）　ISBN 978-4802612357
- 『日本のGPAトップ大学生たちはなぜ就活で楽勝できるのか?』（辻太一朗氏[13]と共著、2021年9月24日）　ISBN 978-4065250471
- 『あたらしい「自己分析」の教科書 : 誰でも履修履歴と学び方から強みが見つかる』（安藤健 著, 曽和利光 監修、日本実業出版社、2022年12月9日）　ISBN 978-4534059673

## DVD
- 『120分でわかる!!就職面接の新常識』（ヒューマンアカデミー、2012年3月1日）　EAN 4580159720500
- 『人材採用「方法序説」』（全5巻 人材研究所）

## 出演

### 新聞
- 日本経済新聞[7] - 連載「面接道場」「曽和利光の就活相談室」